# گرابوویتسا، دسپوتوواتس
گرابوویتسا (صربی: Grabovica}} یک منطقهٔ مسکونی در صربستان است که در Despotovac واقع شده‌است.